# Диффамбак-лез-Эллимер
Диффамбак-лез-Эллимер (фр. Diffembach-lès-Hellimer) — коммуна на северо-востоке Франции, регион Гранд-Эст (бывший Эльзас — Шампань — Арденны — Лотарингия), департамент Мозель. Относится к кантону Гротенкен.

## Географическое положение

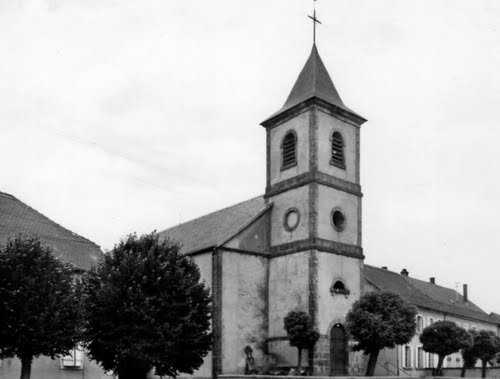
Церковь Сен-Франсуа-де-Саль в Диффамбаке, колокольня.

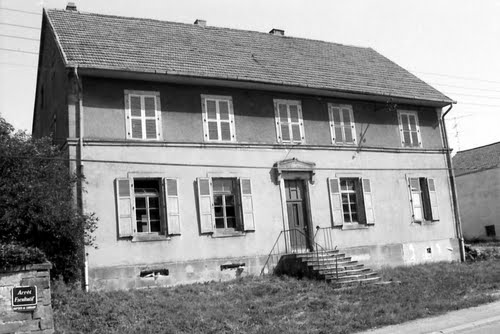
Бывшая школа для мальчиков в Диффамбаке.

Диффамбак-лез-Эллимер расположен в 330 км к востоку от Парижа и в 55 км к востоку от Меца. Находится в самом центре Мозеля: в 22 км от Саргемина, 24 км от Форбака, 23 км от Сент-Авольда, 20 км от Моранжа, 27 км от Дьёза и в 22 км от Сарральба.

## История
- Город Диффамбак образовался вокруг укреплённой фермы, принадлежавшей епископству 13 века как часть сеньората Эллимер, который, в свою очередь, кастельянству Альбестроф. Входил в приход Дьез епископата Меца.
- В 1571 году по договору сеньорат Эллимер был рзаделён на 4 части: одна четверть отошла епископату Меца, а три четверти — Лотарингскому герцогству. Все поселения Эллимера были поделены и при этом большая часть Диффамбака и Аккербака находились под властью епископата, а большая часть Эллимера подчинялась Лотарингии.
- Во время Тридцатилетней войны (1617—1647) этот регион Мозеля пострадал особенно сильно. В частности здесь проходили бои между шведским герцогом Веймаром и гарнизоном Саверна. Постоянные рейды противников, частая смена власти привела к тому, что к 1637 году в Эллимере осталось 7 из 80 жителей, в Диффамбаке — 4 из 45. Впоследствии места заселились выходцами из Арденн, Бельгии, Саара, Тироля и Баварии.
- С 1630 года Диффамбак входил в феод семьи дю Гэйяр, баронов Священной Римской империи, затем лотарингское графство Эллимер.
- В 1765 году Диффамбак был присоединён к Эллимеру, затем стал графством.
- В 1766 году вместе с Лотарингией вошёл в состав Франции.
- В 1871 году был оккупирован Германией и вернулся в состав Франции после Первой мировой войны.

## Демография
По переписи 2011 года в коммуне проживал 381 человек.

## Достопримечательности
- Церковь Сен-Франсуа-де-Саль (1836—1840).
- Бывшая школа для мальчиков.